# 楊德滋
楊德滋，贵州镇远人，中国近代政治人物。举人出身。
民国元年（1912年），擔任中华民国遵义府婺川縣縣長。后由唐鴻逵接任。民国四年（1915年），再任婺川縣縣長。后由陳棟樑接任。